# Bilpa
Bilpa ima izvir pod 75 m visoko zatrepno steno v soteski Kolpe pri kraju Spodnja Bilpa. Izvirno jezero je najglobje (6m) tik pod steno. Bilpa, razen ob izjemno visoki vodi, pa izvira šele pod potjo in teče 130 m daleč v Kolpo. V izvire se steka podzemeljska Rinža.
Nad izvirnim jezerom so tri jame Bilpa I, Bilpa II in Bilpa III. Bilpa I in Bilpa II sta pri dnu stene, Bilpa I je na vzhodni strani in je dolga 22 m, Bilpa II pa na zahodni strani in je dolga 35 m, ima širok vhod. Vhod v Bilpo III je 30 m visoko v steni. Sprva je bil dolg le 45 m, nato pa so jamarji iz Kočevja odkopali jamski prehod v nadaljevanje, ki se razcepi v dve etaži in okoli 60 m visok kamin. Bilpa III je, predvsem v zadnjem delu, zasigana.
- Izvir Bilpe
- Jama Bilpa